# Сент-Меріс (Джорджія)
Сент-Меріс (англ. St. Marys) — місто (англ. city) в США, в окрузі Кемден штату Джорджія. Населення — 18 256 осіб (2020).

## Географія
Сент-Меріс розташований за координатами 30°45′15″ пн. ш. 81°34′22″ зх. д. / 30.75417° пн. ш. 81.57278° зх. д. (30.754165, -81.572684).  За даними Бюро перепису населення США в 2010 році місто мало площу 64,47 км², з яких 58,29 км² — суходіл та 6,17 км² — водойми.

### Клімат
| Клімат : Сент-Меріс     | Клімат : Сент-Меріс | Клімат : Сент-Меріс | Клімат : Сент-Меріс | Клімат : Сент-Меріс | Клімат : Сент-Меріс | Клімат : Сент-Меріс | Клімат : Сент-Меріс | Клімат : Сент-Меріс | Клімат : Сент-Меріс | Клімат : Сент-Меріс | Клімат : Сент-Меріс | Клімат : Сент-Меріс | Клімат : Сент-Меріс |
| Показник                | Січ.                | Лют.                | Бер.                | Квіт.               | Трав.               | Черв.               | Лип.                | Серп.               | Вер.                | Жовт.               | Лист.               | Груд.               | Рік                 |
| Абсолютний максимум, °C | 31,1                | 32,8                | 33,3                | 34,4                | 37,8                | 40,0                | 38,9                | 38,9                | 37,2                | 35,6                | 33,9                | 29,4                | 40,0                |
| Середній максимум, °C   | 17,2                | 18,9                | 21,7                | 25,0                | 28,3                | 31,1                | 32,8                | 31,7                | 30,0                | 26,1                | 22,2                | 18,3                | 25,6                |
| Середній мінімум, °C    | 6,7                 | 8,3                 | 11,7                | 15,0                | 19,4                | 22,8                | 23,9                | 23,9                | 22,8                | 18,3                | 13,3                | 8,9                 | 16,1                |
| Абсолютний мінімум, °C  | −15,6               | −6,7                | −5,6                | 2,8                 | 4,4                 | 10,6                | 17,2                | 16,1                | 11,1                | 3,9                 | −4,4                | −11,1               | −15,6               |
| Норма опадів, мм        | 87                  | 84                  | 100                 | 72                  | 59                  | 134                 | 140                 | 148                 | 176                 | 117                 | 53                  | 75                  | 1245                |
| ----------------------- | ------------------- | ------------------- | ------------------- | ------------------- | ------------------- | ------------------- | ------------------- | ------------------- | ------------------- | ------------------- | ------------------- | ------------------- | ------------------- |
| Джерело:                |                     |                     |                     |                     |                     |                     |                     |                     |                     |                     |                     |                     |                     |

## Демографія
Згідно з переписом 2010 року, у місті мешкала 17 121 особа в 6428 домогосподарствах у складі 4728 родин. Густота населення становила 266 осіб/км².  Було 7443 помешкання (115/км²).
Расовий склад населення:
| - 74,2 % — білих - 18,7 % — чорних або афроамериканців - 1,4 % — азіатів - 0,5 % — корінних американців - 0,1 % — вихідців з тихоокеанських островів - 1,7 % — осіб інших рас |

До двох чи більше рас належало 3,5 %. Частка іспаномовних становила 6,0 % від усіх жителів.
За віковим діапазоном населення розподілялося таким чином: 28,0 % — особи молодші 18 років, 62,0 % — особи у віці 18—64 років, 10,0 % — особи у віці 65 років та старші. Медіана віку мешканця становила 31,5 року. На 100 осіб жіночої статі у місті припадало 96,7 чоловіків;  на 100 жінок у віці від 18 років та старших — 93,5 чоловіків також старших 18 років.
Середній дохід на одне домашнє господарство  становив 62 515 доларів США (медіана — 50 703), а середній дохід на одну сім'ю — 68 266 доларів (медіана — 57 525). Медіана доходів становила 41 509 доларів для чоловіків та 31 250 доларів для жінок. За межею бідності перебувало 14,3 % осіб, у тому числі 24,0 % дітей у віці до 18 років та 10,2 % осіб у віці 65 років та старших.
Цивільне працевлаштоване населення становило 6862 особи. Основні галузі зайнятості: роздрібна торгівля — 16,5 %, освіта, охорона здоров'я та соціальна допомога — 16,2 %, публічна адміністрація — 13,7 %, мистецтво, розваги та відпочинок — 13,6 %.